# Harris Chowdhury
Pour les articles homonymes, voir Chowdhury.
Abul Harris Chowdhury, (mort en septembre 2021 à Londres), est un homme politique du Parti nationaliste du Bangladesh qui a été le secrétaire politique de Khaleda Zia, alors Première ministre. Il est condamné à 65 ans de prison au total et à une peine de prison à vie pour avoir commis de multiples crimes. Il a fui le pays en 2007 et est en fuite depuis lors.

## Carrière
En 1991, Chowdhury a perdu les élections générales du Bangladesh en tant que candidat du BNP dans la circonscription de Sylhet-5,. Avant 2001, il était président de l'Institut national pour les sourds et muets lorsqu'il a loué huit à neuf magasins de l'institution et a lancé un commerce de voitures avec Asha Car Vision. De 2001 à 2006, il a été le secrétaire politique de Khaleda Zia, alors Première ministre.

## Accusations et condamnations

### Corruption
Chowdhury est un fugitif depuis que le gouvernement intérimaire soutenu par l'armée a pris le pouvoir le 11 janvier 2007. Cette même année, il a été accusé par le gouvernement intérimaire d'avoir acquis sa fortune par la corruption,. En octobre, il a été condamné à trois ans de prison par un tribunal spécial de lutte contre la corruption pour possession illégale de devises étrangères,. En novembre, un tribunal de Dacca l'a condamné à 59 ans de prison et à une amende de 21 millions de takas pour cinq chefs d'accusation, dont abus de pouvoir et mauvaise gestion des transports publics.
Chowdhury a été inculpé dans l'affaire de corruption du Zia Charitable Trust.

### Meurtre de Shah A M S Kibria
Chowdhury était accusé d'avoir participé au meurtre de l'ancien ministre des Finances, Shah A M S Kibria (en), en 2005. En novembre 2014, un acte d'accusation supplémentaire a été soumis, accusant 35 personnes, dont Chowdhury.

### Attaque à la grenade de Dacca
Chowdhury a été accusé d'avoir participé à l'attentat à la grenade du 21 août 2004 à Dacca. En décembre 2014, un mandat d'arrêt a été émis contre lui. En février 2016, ses biens ont été confisqués par les directives de la Haute Cour du Bangladesh. En octobre 2018, un tribunal spécial a déclaré Chowdhury et 37 autres personnes coupables dans l'affaire de l'attentat à la grenade. Il a été condamné à la prison à vie et à une amende de 50 000 Tk. Une notice rouge Interpol lui avait été signifiée en novembre 2015. Selon des sources du CID et du quartier général de la police, en octobre 2018, Chowdhury se déplaçait en Malaisie, à Londres, à Singapour, aux États-Unis et en Inde.
Lutfozzaman Babar, alors ministre d'État aux affaires intérieures, Ali Ahsan Mohammad Mojaheed, secrétaire général de la Jamaat et ministre de la protection sociale de l'époque, le général Abdur Rahim et le général de brigade Rezzakul Haider Chowdhury, directeur de la DGFI, ont orchestré l'attentat, selon l'acte d'accusation. L'implication de Tarique Rahman est également alléguée dans l'acte d'accusation.

## Famille
Chowdhury est marié à Josne Ara Chowdhury. Ils ont un fils, Nayem Shafi Chowdhury, et une fille, Samira Tanjin. Chowdhury a un frère cadet, Selim Chowdhury (également connu sous le nom de Amran Hossain Chowdhury et Chowdhury AH), et une sœur aînée, Akhlasun Nahar.